# Girl Talk (Kate Nash)
Girl Talk è il terzo album discografico della cantante inglese Kate Nash, pubblicato nel marzo 2013 dalla Fontana Records. Il disco si discosta leggermente dal puro pop dei precedenti due dischi, per affermarsi in una dimensione più indie rock, in cui l'artista viene influenzata dal tema del femminismo.

## Tracce
Testi e musiche di Kate Nash.
1. Part Heart – 3:07
2. Fri-End? – 3:32
3. Death Proof – 2:23
4. Are You There Sweetheart? – 4:28
5. Sister – 4:18
6. OMYGOD! – 2:57
7. Oh (feat. Siobhan Malhotra) – 4:22
8. All Talk – 3:25
9. Conventional Girl – 4:25
10. 3AM – 3:31
11. Rap for Rejection – 2:18
12. Cherry Pickin' – 3:00
13. Labyrinth – 3:29
14. You're So Cool, I'm So Freaky – 3:17
15. Lullaby for an Insomniac – 3:52

## Formazione
- Kate Nash - voce, chitarra, basso, batteria (13)
- Carmen Vandenberg - chitarra
- Fern Ford - batteria (tutte eccetto la 13)
- Emma Hughes - basso (2,9)
- Jay Malhotra - chitarra (7)